# (846) Lipperta
(846) Lipperta ist ein Asteroid des Hauptgürtels, der am 26. November 1916 vom schwedischen Astronomen Walter Gyllenberg in Bergedorf entdeckt wurde.
Der Asteroid ist nach dem deutschen Geschäftsmann Eduard Lippert benannt, der die Hamburger Sternwarte finanziell unterstützt hat.